# Olivier Postel-Vinay
Pour les articles homonymes, voir Postel-Vinay.
Olivier Postel-Vinay, né le 2 février 1948 à Paris, est un journaliste scientifique et essayiste français. Après avoir notamment travaillé à Sciences et Avenir, Science et Vie, et La Recherche, il fonde et devient directeur du magazine Books lancé en novembre 2008.

## Biographie

### Famille
Olivier Étienne Marie Postel-Vinay est né le 2 février 1948 dans le 8e arrondissement de Paris du mariage d'André Postel-Vinay, inspecteur général des finances et d'Anise Postel-Vinay, résistante.
Le 23 octobre 1971, il épouse Catherine Mantoux, avocate. De cette union, naissent trois enfants.

### Formation
Après des études aux lycées parisiens Buffon, Janson-de-Sailly puis Louis-le Grand, il suit les cours de l'université Paris IV-Sorbonne où il obtient une maîtrise de logique et d'épistémologie, puis est diplômé de l'Institut d'études politiques de Paris.

### Carrière de journaliste
Il entame une carrière de journaliste au quotidien Le Monde de 1974 à 1976, puis participe à la création du Matin de Paris (1976-1977). Il est ensuite attaché culturel et scientifique à l'ambassade de France au Danemark jusqu'en 1979 puis secrétaire général de l'association SOS Amitié en 1979-1980). Il revient à la carrière journalistique, au sein du quotidien franco-africain Le Continent (1980-1981), puis à Sciences et Avenir (1981-1983), aux Nouvelles (1983-1984), à Science et Vie (1984-1986), et comme chroniqueur hebdomadaire aux Échos de 1985 à 1991, puis rédacteur en chef de Dynasteurs (devenu Enjeux Les Échos) (1987-1991), de Science et Vie (1992-1993), du Courrier international (1993-1994) et de La Recherche (1995-2002). En 2000, il cofonde la société Arborescience. Entre 2002 et 2008, il est conseiller de la direction de la Société d'éditions scientifiques.
En novembre 2008, il lance le magazine Books dont il est directeur de la publication.
Il a publié une chronique dans Libération jusqu'en 2016.

## Opinions sur le climat
Olivier Postel-Vinay a participé en 2015 à une contre-COP21 organisée par l'institut Turgot. Sa collaboration avec Libération a cessé, du fait d'« opinions proches des climato-sceptiques »,, à la suite d'un article mettant en doute des faits scientifiques établis dans une tribune d'opinion. Cet article donne lieu à une réponse critique de la part des climatologues Jean Jouzel et  Valérie Masson-Delmotte.

## Publications
- Danemark, collection « Petite Planète », 1982.
- Le taon dans la cité - Actualité de Socrate, éditions Descartes & Cie, 1994.
- Le grand gâchis - Splendeur et misère de la science française, éditions Eyrolles, 2002, [présentation en ligne].
Dans cet ouvrage, il développe une critique du système français de recherche et d'enseignement supérieur. Dénonçant ce qu'il estime être une mauvaise utilisation des sommes allouées par l'État à la recherche publique, il recommande de permettre aux universités de sélectionner leurs étudiants et leurs enseignants-chercheurs, d'abandonner le système des chercheurs fonctionnaires (voir CNRS) et de financer la recherche par projets sur la base d'une évaluation par les pairs. Le livre est dénoncé par Henri-Édouard Audier, dans Le Monde diplomatique, comme un « pamphlet méprisant […] rempli de falsifications »[10]. Jean-Jacques Salomon y voit un écho au rapport de Laurent Schwartz en 1981 et au sien en 1985[11].
- La revanche du chromosome X - Enquête sur les origines et le devenir du féminin, éditions JC Lattès, 2007.

Dans cet ouvrage, il explore la naissance et le déploiement du genre féminin, de la biologie des organismes monocellulaires à l'organisation des sociétés modernes.
- La comédie du climat - Comment se fâcher en famille sur le réchauffement climatique, éditions JC Lattès, 2015.

Dans cet ouvrage, il se définit lui-même comme « climato-agnostique ». Cependant, il est parfois décrit comme climato-sceptique et proche des positions de Claude Allègre.
- Socrate - Du bon usage de l'esprit critique, Paris, Books Éditions, 140 p., 2019  (ISBN 978-2366081305)
- Sapiens et le climat : une histoire bien chahutée, Paris, Presses de la Cité, 352 p., 2022  (ISBN 978-2258200937), Litos, 272p., 2023  (ISBN 978-2-38506-034-3)